# Pot Mason

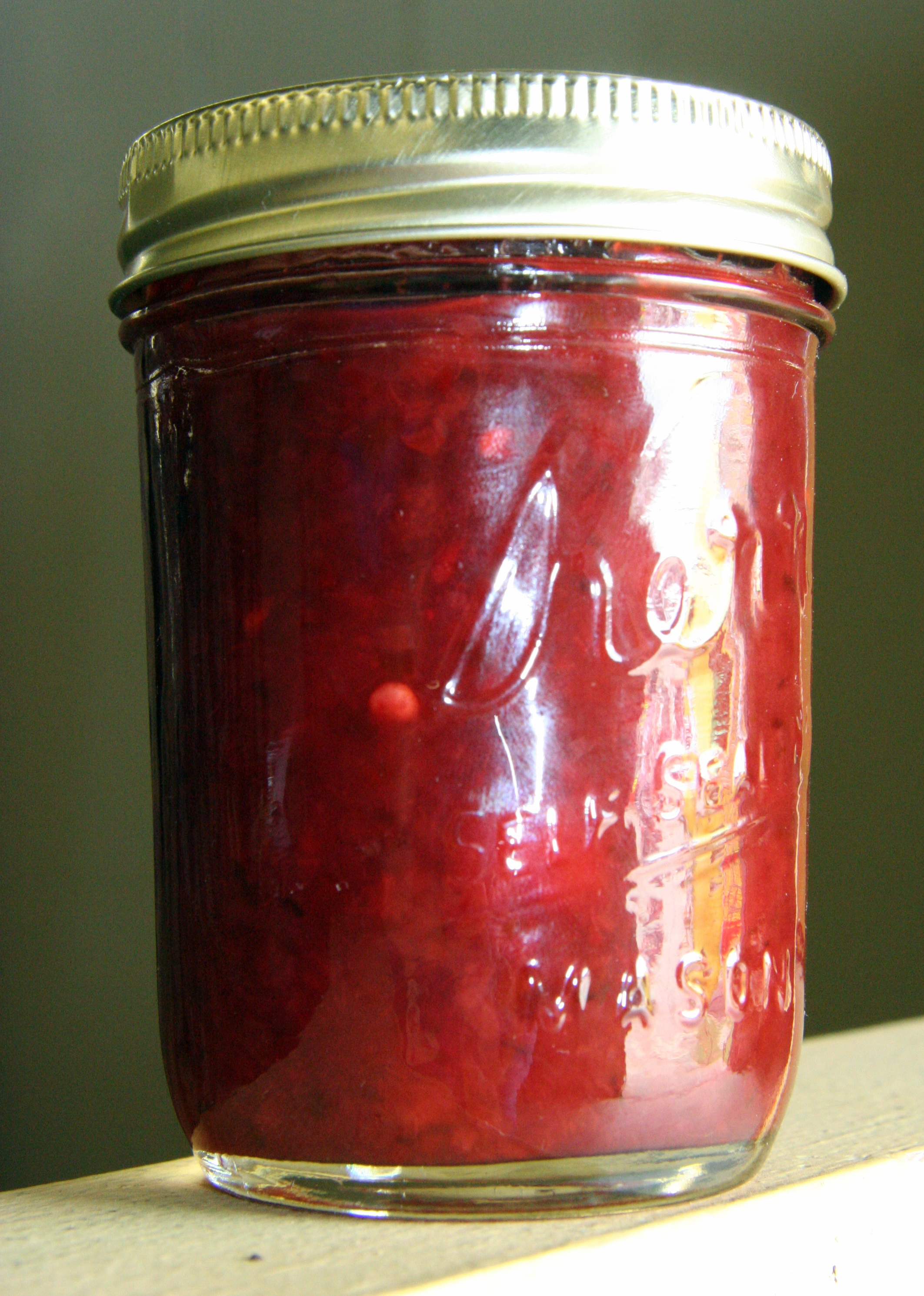
Un pot Mason rempli de confiture.

Le pot Mason est un conteneur alimentaire en verre avec un couvercle vissant en métal, qui tient son nom de l’Américain John Landis Mason qui l’a breveté le 30 novembre 1858. C’est le standard nord-américain pour les contenants permettant la réalisation de conserves artisanales. Au Canada, ces pots sont distribués par Bernardin.
Le couvercle est indépendant du bocal de conserve. Il est composé de deux parties : le couvercle vissant et la capsule qui assure l’étanchéité. En raison de sa nature métallique, le couvercle permet de vérifier le vide de la conserve par un simple toucher du doigt. En raison de sa nature composée de deux parties, seule la capsule doit être changée à chaque mise en conserve.